# Peter Markle

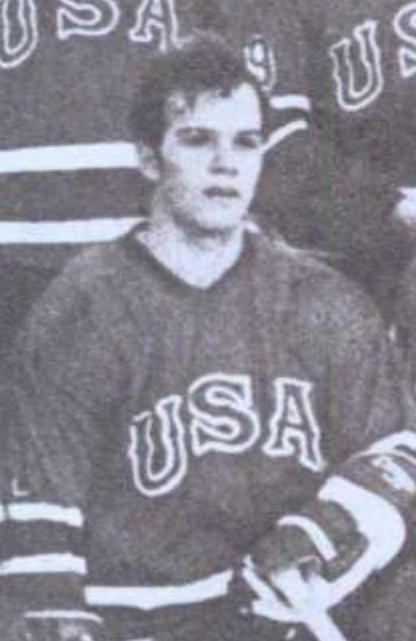
Peter Markle bei der Eishockey-B-WM in Rumänien 1970

Peter Markle (* 24. September 1946 in Danville, Pennsylvania) ist ein US-amerikanischer Regisseur, Drehbuchautor und Produzent.
Neben einigen Kinofilmen, die vor allem am Anfang der Karriere entstanden, ist Markle vor allem als Regisseur von Fernsehfilmen bekannt. 2006 wurde er dafür für einen Emmy nominiert. Daneben führte er Regie bei einer Reihe von Fernsehserienfolgen.

## Leben
Vor seiner Filmkarriere spielte Peter Markle drei Jahre in der US-amerikanischen Hockey-Nationalmannschaft, die international jedoch erfolglos blieb. Seine Filmkarriere begann er mit Fernsehwerbespots und Dokumentarbeiträgen, bis er 1982 mit der Romantik-Komödie The Personals sein Filmdebüt drehte. Der von der Kritik gelobte Film, für den er auch das Drehbuch geschrieben hatte, wurde auf dem Festival des amerikanischen Films uraufgeführt und konnte beim Houston International Film Festival einen Filmpreis für sich gewinnen. 1984 erschien als zweiter Film die Komödie Hot Dog – Der Typ mit dem heißen Ski, die in der Welt der Skifahrt spielt und mittlerweile Kultstatus genießt. Die als Hockeyspieler gemachten Erfahrungen inspirierten ihn 1986 zu dem dramatischen Sportfilm Bodycheck, in dem Rob Lowe, Patrick Swayze und Keanu Reeves mitspielten, das Drehbuch dazu schrieb er gemeinsam mit John Whitman. Mit Tödlicher Verrat erschien 1987 sein erster Fernsehfilm. Für den 1988 erschienene Kriegsfilm BAT-21 – Mitten im Feuer fanden die Dreharbeiten auf Borneo statt. Gene Hackman spielt darin die Rolle eines Lt. Colonel, der während des Vietnamkrieges hinter den feindlichen Linien landet und daraufhin von den Vietcong gejagt wird. Der Film basiert auf einem Buch von William Charles Anderson, in dem ein tatsächliches historisches Ereignis verarbeitet wird.
In den folgenden Jahren drehte er mehrere Fernsehfilme, die meisten davon waren Actionfilme. Für Operation Nightbreaker (1989) erhielt der Drehbuchautor T. S. Cook 1990 den WGA Award. Es folgten die Fernsehfilme Breaking Point (1989), El Diablo – Der mit dem Teufel tanzt (1990), Die Rache der Mafia (1991) und Mit den Augen eines Mörders (1992), sowie Regiearbeiten für je eine Folge der Fernsehserien Johnny Bago und Homicide (1993), bevor 1994 mit der Westernparodie Wagons East! sein nächster Kinofilm erschien. Der Hauptdarsteller John Candy verstarb während der Dreharbeiten an einem Herzinfarkt, sodass Markle darauf angewiesen war, das bis dahin gedrehte Filmmaterial zu verwenden. Der Film wurde Candy In Memoriam gewidmet, wurde aber sowohl von der Kritik verrissen als auch ein Flop an den Kinokassen. 1995 drehte er die Fernsehfilme Rusta – Planet der Tränen und Jake Lassiter: Justice on the Bayou. Im folgenden Jahr erschien die Gangsterkomödie Frankie the Fly mit Dennis Hopper in der Hauptrolle, die ebenfalls erfolglos blieb.
Zwischen 1996 und 2002 war er mit Ausnahme des 1998 ausgestrahlten Films Lautlose Invasion ausschließlich als Regisseur für verschiedene Fernsehserien tätig, unter anderem drehte er mehrere Folgen für Millennium – Fürchte deinen Nächsten wie Dich selbst, Akte X – Die unheimlichen Fälle des FBI, New York Cops – NYPD Blue und CSI: Den Tätern auf der Spur sowie einzelne Folgen für Die glorreichen Sieben, Emergency Room – Die Notaufnahme oder The District – Einsatz in Washington. Auch nachdem er sich seit 1992 wieder Filmen zugewandt hatte, blieb er als Regisseur von Serienfolgen aktiv. Bis 2009 führte er mehrfach Regie für Without a Trace – Spurlos verschwunden, The Agency – Im Fadenkreuz der C.I.A., Jack & Bobby und Life und drehte einzelne Folgen für Serien wie CSI: Miami, Las Vegas, Numbers – Die Logik des Verbrechens, Medium – Nichts bleibt verborgen, Three Rivers Medical Center, Burn Notice oder Rescue Me.
Sein letzter Kinofilm Virginia’s Run erschien 2002. Das von Markle auch geschriebene und produzierte Familiendrama handelt von einer Jugendlichen, die den Tod ihrer Mutter bewältigen muss, und wurde wegen seiner Hoffnung vermittelnden Aussage auf dem Heartland Film Festival mit dem Crystal Heart Award ausgezeichnet. Wenige Monate nach der medienwirksam inszenierten Befreiung der im dritten Golfkrieg verunfallten US-Soldatin Jessica Lynch wurde 2003 sein nächster Film Saving Jessica Lynch ausgestrahlt, der zwar nicht die bloße Wiedergabe der vom US-Militär kolportierten Befreiungsgeschichte ist, aber dennoch Teil der Legendenbildung wurde. Der Titel wurde in Anlehnung an den Titel des Kriegsfilms Saving Private Ryan gewählt. 2005 erschien der fünffach für den Emmy nominierte Film Faith of My Fathers, die Verfilmung des gleichnamigen autobiografischen Bestsellers von Senator John McCain. Für den im folgenden Jahr erschienenen Film Flight 93 – Todesflug am 11. September wurde Markle 2006 für den Emmy in der Kategorie Regie für eine Miniserie, einen Fernsehfilm oder ein Special nominiert. Der Film zeichnet die Geschehnisse des United-Airlines-Flugs 93 nach, ohne dabei in plakativen Patriotismus zu verfallen. 2008 erschien der Thriller The Tenth Circle nach dem gleichnamigen Roman von Jodi Picoult, in dem das Zerbrechen einer Familie nach einem Vergewaltigungsvorwurf geschildert wird, mit Nora Roberts – Im Licht des Vergessens erschien 2009 eine Verfilmung des Nora-Roberts-Romans High Noon. In Carnal Innocence von 2011 lässt er eine Violoncellistin auf einen Serienmörder treffen, sein letzter Film ist der Kriminalfilm Tage der Unschuld aus dem gleichen Jahr.
Markle ist seit 1996 mit der Schauspielerin Melinda Culea verheiratet.

## Filmografie

### Regie
Filme
- 1982: The Personals
- 1984: Hot Dog – Der Typ mit dem heißen Ski (Hot Dog… The Movie)
- 1986: Bodycheck
- 1987: Tödlicher Verrat (Desperate, Fernsehfilm)
- 1988: BAT-21 – Mitten im Feuer (Bat 21)
- 1989: Operation Nightbreaker (Nightbreaker, Fernsehfilm)
- 1989: Breaking Point (Fernsehfilm)
- 1990: El Diablo – Der mit dem Teufel tanzt (El Diabolo, Fernsehfilm)
- 1991: Die Rache der Mafia (Dead and Alive: The Race for Gus Farace, Fernsehfilm)
- 1992: Mit den Augen eines Mörders (Through the Eyes of a Killer, Fernsehfilm)
- 1994: Wagons East!
- 1995: Rusta – Planet der Tränen (White Dwarf, Fernsehfilm)
- 1995: Jake Lassiter: Justice on the Bayou (Fernsehfilm)
- 1996: Frankie the Fly
- 1998: Lautlose Invasion (Target Earth, Fernsehfilm)
- 2002: Virginias großes Rennen (Virginia’s Run)
- 2003: Saving Jessica Lynch (Fernsehfilm)
- 2005: Faith of My Fathers (Fernsehfilm)
- 2006: Flight 93 – Todesflug am 11. September (Flight 93, Fernsehfilm)
- 2008: The Tenth Circle (Fernsehfilm)
- 2009: Nora Roberts – Im Licht des Vergessens (High Noon, Fernsehfilm)
- 2011: Carnal Innocence (Fernsehfilm)
- 2011: Tage der Unschuld (Silent Witness, Fernsehfilm)

Fernsehserien
- 1993: Johnny Bago
- 1993: Homicide
- 1997: EZ Streets
- 1997: Moloney
- 1997–1999: Millennium – Fürchte deinen Nächsten wie Dich selbst (Millennium, 2 Folgen)
- 1997–2000: Akte X – Die unheimlichen Fälle des FBI (The X-Files, 3 Folgen)
- 1998: L.A. Doctors
- 1998: Die glorreichen Sieben (The Magnificent Seven)
- 1999: Emergency Room – Die Notaufnahme (ER)
- 1999: The Strip
- 1999: Geheimprojekt X – Dem Bösen auf der Spur (Strange World)
- 2000–2002: New York Cops – NYPD Blue (NYPD Blue, 2 Folgen)
- 2001: The District – Einsatz in Washington (The District)
- 2001–2002: CSI: Den Tätern auf der Spur (CSI: Crime Scene Investigation , 3 Folgen)
- 2002–2007: Without a Trace – Spurlos verschwunden (Without a Trace, 6 Folgen)
- 2002–2003: The Agency – Im Fadenkreuz der C.I.A. (The Agency, 3 Folgen)
- 2002: Haunted
- 2003: CSI: Miami
- 2004: The Mountain
- 2004: Las Vegas
- 2004: Jack & Bobby (2 Folgen)
- 2004: Century City
- 2004: Cold Case – Kein Opfer ist je vergessen (Cold Case)
- 2006: Runaway
- 2006: Everwood
- 2006: Numbers – Die Logik des Verbrechens (Numb3rs)
- 2007–2009: Life (3 Folgen)
- 2007: Cane
- 2008: Medium – Nichts bleibt verborgen (Medium)
- 2009: Burn Notice
- 2009: L.A. Crash
- 2009: Three Rivers Medical Center (Three Rivers)
- 2009: Rescue Me
- 2010: Burn Notice
- 2011–2012: Fairly Legal (3 Folgen)

### Drehbuch
- 1982: The Personals
- 1986: Bodycheck
- 2002: Virginia’s Run
- 2005: Faith of My Fathers

### Produktion
- 1982: The Personals
- 1986: Bodycheck
- 1996: Frankie the Fly
- 2002: Virginia’s Run (Co-Produktion)